# Зарубинцы (Скалатская городская община)
Зарубинцы (укр. Зарубинці) — село в Скалатской городской общине Тернопольского района Тернопольской области Украины.
До 2020 года входило в Подволочисский район.
Население по переписи 2014 года составляло 497 человек. Почтовый индекс — 47851. Телефонный код — 3543.